# Lobotos oriolinus
Lobotos oriolinus е вид птица от семейство Campephagidae.

## Разпространение
Видът е разпространен в Габон, Камерун, Република Конго, Демократична република Конго, Нигерия и Централноафриканската република.